# Apache-Sprachen

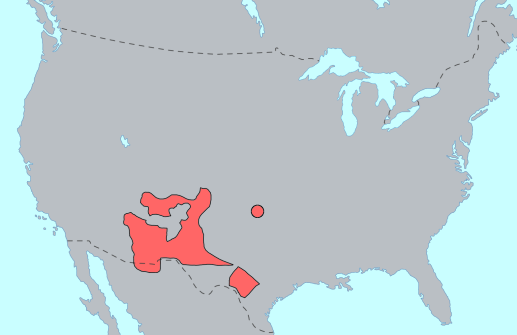
Verbreitungsgebiet der süd-athapaskischen Sprachen

Die verschiedenen Apache-Sprachen oder süd-athapaskischen Sprachen, auch Süd-Athapaskisch oder einfach Apache, bilden eine Untereinheit der athapaskischen Sprachfamilie, die einen Zweig des Na-Dené darstellt. Sie werden von etwa 170.000 Angehörigen der Diné (Navajo) und verschiedener Apache-Stämmen im Südwesten der USA (in den Staaten Arizona, New Mexico und Oklahoma, aber auch in Colorado und Utah) gesprochen. Die bedeutendste Apache-Sprache ist das Navajo mit 150.000 Sprechern.

## Position innerhalb der Na-Dené-Sprachen
Die Apache-Sprachen bilden eine Untereinheit des Na-Dené. Das folgende Diagramm zeigt die Position der Apache-Sprachen innerhalb des Na-Dené (externe Klassifikation).
- Na-Dené
  - Tlingit (Einzelsprache)
  - Eyak-Athapaskisch
    - Eyak (Einzelsprache)
    - Athapaskisch
      - Nord-Athapaskisch (darunter Chipewyan, Dogrib, Slave-Montain-Bearlake-Hare, Babine-Witsuwit'en, Carrier)
      - Pazik-Küsten-Athapaskisch (fast †)
      - Süd-Athapaskisch (Apache-Sprachen)

## Interne Klassifikationen

### Mithun und Campbell
Nach Mithun (1999) und Campbell (1997) können die Apache-Sprachen in zwei Gruppen unterteilt werden – dem Western Apache (Westliches Apache) sowie dem Eastern Apache (Östliches Apache), die Sprecherzahlen basieren auf Ethnologue 2005 und dem unten angegebenen Weblink.
A. Western Apache (Westliches Apache)
COYOTERO-NAVAJO
1. Western Apache oder Ndéé biyáti, Nnee biyati (auch Coyotero Apache) (13.000 Sprecher, hiervon ca. 300 in San Carlos)
a. Tonto oder Dilzhę́’é
i. Northern Tonto
ii.Southern Tonto
b. White Mountain
c. San Carlos
d. Cibecue
2. Navajo oder Naabeehó bizaad, Diné bizaad (auch Navahu) (150.000 Sprecher)
MESCALERO-CHIRICAHUA oder Ndee Bizaa (1.500 Sprecher, mehrheitlich Mescalero)
a. Mescalero
b. Chiricahua (175 Sprecher, hiervon 149 in der Mescalero Apache Reservation in New Mexico, der Rest in Fort Sill in Oklahoma)
B. Eastern Apache (Östliches Apache)
1. Plains Apache oder Kiowa Apache, vermehrt Naishan genannt (fast †)
2. Jicarilla oder Abáachi, Abáachi mizaa (auch Hikariya) (1.000 Sprecher)
3. Lipan oder Nde Miiza, Ndé miizaa (evtl. noch 2 Sprecher oder bereits †)
Mescalero und Chiricahua werden als Dialektformen einer Sprache betrachtet (Mithun 1999). Western Apache (Westliches Apache) und Navajo sind näher miteinander verwandt, als beide mit Mescalero-Chiricahua. Lipan ist ausgestorben, Plains Apache hat nur noch sehr wenige Sprecher. Auch Chiricahua ist stark gefährdet. Western Apache, Mescalero und Jicarilla werden noch von einem Teil der Heranwachsenden erlernt, dennoch gelten auch sie als langfristig gefährdet. Navajo ist die mit Abstand größte indigene nordamerikanische Sprache, der Gebrauch unter Erstklässlern hat sich aber auf 30 % reduziert (New York Times, 9. April 1998).

### Hoijer und Opler
Der Linguist und Anthropologe Harry Hoijer unterteilt hingegen die sieben Apache-Sprachen in 2 Gruppen:
(I) Plains Group (Plains Gruppe) und
(II) Southwestern Group (Südwestliche Gruppe)
Das Plains Apache ist hierbei die einzige Sprache der Plains Group (Plains Gruppe) und die Southwestern Group (Südwestliche Gruppe) kann nochmals in zwei Untergruppen unterteilt werden: (A) Western Apache (Westliche Apache) und (B) Eastern Apache (Östliches Apache).
I. PLAINS GROUP (Plains Gruppe)
Plains Apache oder Kiowa Apache, vermehrt Naishan genannt (1–2? Sprecher, Alfred Chalepah, Jr., möglicherweise der letzte Muttersprachler starb 2008, daher evtl. bereits †, keine Nutzung als Zweitsprache, Stand: 2008)
II. SOUTHWESTERN GROUP (Südwestliche Gruppe)
A. Western Apache (Westliches Apache)
1. Chiricahua-Mescalero oder Ndee Bizaa (weniger als 750 Sprecher, mehrheitlich Mescalero, Stand: 2007, 2008)
a. Chiricahua (ca. 12 Sprecher in der Mescalero Apache Reservation sowie 3 Sprecher mit einigen rudimentären Sprachkenntnissen in Fort Sill, Stand: 2007, 2008)
i. eigentl. Chiricahua (Chokonen)
ii. Warm Springs (Chihenne)
b. Mescalero (1.625 Sprecher in New Mexico)
2. Navajo oder Naabeehó bizaad, Diné bizaad (auch Navahu) (171.000 Sprecher, Stand: 2007)
3. Western Apache oder Ndéé biyáti, Nnee biyati (auch Coyotero Apache) (ca. 14.000 Sprecher, die meisten jedoch passiv, davon 65 Prozent in San Carlos und Fort Apache, Stand: 2007)
a. Tonto oder Dilzhę́’é (ca. 1.000 Sprecher, Stand: 2007)
i. Northern Tonto (in der Yavapai-Apache Nation Indian Reservation (vormals Camp Verde) und Yavapai-Prescott Indian Reservation (beide geteilt mit Yavapai))
ii.Southern Tonto (in der Tonto Apache Reservation, in der Fort McDowell Indian Reservation (geteilt mit Yavapai) sowie der San Carlos Apache und Fort Apache Indian Reservation (beide geteilt mit Stämmen der Westlichen Apache))
b. White Mountain (ca. 7.000 Sprecher in der Fort Apache Reservation, Stand: 2007)
c. San Carlos (ca. 6.000 Sprecher in der San Carlos Reservation, Stand: 2007)
d. Cibecue
B. Eastern Apache (Östliches Apache)
1. Jicarilla oder Abáachi, Abáachi mizaa (auch Hikariya) (ca. 300 sprechen als Muttersprache, sowie ca. 512 weitere Sprecher, die nur über wenige Sprachkenntnisse verfügen, Stand: 2007)
2. Lipan oder Nde Miiza, Ndé miizaa (evtl. noch 2 Sprecher oder bereits †)
Hoijers Klassifizierung basiert in erster Linie auf den Unterschieden der Aussprache des ersten Konsonanten von Substantiv und Verb. Seine frühere (1938, Hoijer und Opler) Klassifizierung hatte nur zwei Zweige – wobei Plains Apache zum Eastern Apache (Östliches Apache)-Zweig (zusammen mit Jicarilla und Lipan) gezählt wurde.
Im Unterschied zu Mithun (1999) und Campbell (1997) werden Mescalero und Chiricahua als verschiedene Sprachen betrachtet, obwohl sie gegenseitig verständlich sind (Ethnologue betrachtet sie hingegen als eine Sprache, mit zwei Dialektvarianten. Western Apache (besonders die Tonto Apache (Dilzhe'e)- Varietät) und Navajo stehen einander näher als zu Mescalero oder Chiricahua.

## Vergleichende Wortliste
Den Grad der Verwandtschaft der Apache-Sprachen untereinander kann man anhand der folgenden Tabelle erkennen, die Wortgleichungen nach der Swadesh-Liste aus den Sprachen Navajo, Chiricahua, Western Apache (San Carlos - Dialekt), Jicarilla und Lipan enthält:
|            | Navajo      | Chiricahua   | Western Apache | Jicarilla      | Lipan         |
| ich        | shí         | shí          | shíí           | shí            | shí           |
| du         | ni          | ⁿdí          | ⁿdi            | ni             | ⁿdí           |
| wir        | nihí        | náhí         | nohwíí         | nahí           | nahí          |
| viele      | łą́          | łą́           | łą́ą́            | łá             | łą́            |
| eins       | ła’         | ła’          | ła’-           | ła’            | ła’-          |
| zwei       | naaki       | naaki        | naaki          | naaki          | naaki         |
| groß       | -tso        | -tso         | -tso           | -tso           | -tso          |
| lang       | -neez       | -neez        | -neez          | -ⁿdees         | -ⁿdiis        |
| schmal     | -yáázh      | -zą́ą́yé       | -zhaazh        | -zhááh         | -zhą́ą́yí       |
| Frau       | ’asdzání    | ’isdzáń      | ’isdzánhń      | ’isdzání       | ’isdzání      |
| Mann       | diné        | nⁿdé         | nnéé           | diⁿdé          | diⁿdí         |
| Fisch      | łóó’        | łóí’         | łóg            | łógee          | łǫ́’           |
| Hund       | łééchą́ą́’í   | kéjaa        | łį́į́chaayáné    | łį́’chaa’á      | nii’łį́        |
| Laus       | yaa’        | yaa          | yaa’           | yaa’           | yaa           |
| Baum       | tsin        | tsin         | ch’il          | nooshchíí      | chish         |
| Blatt      | -t’ąą’      | -t’ąą        | -t’ąą’         | -t’ąą’         | -t’ąą’        |
| Fleisch    | -tsį’       | -tsįį        | -tsį’          | -tsį           | -tsįį         |
| Blut       | dił         | dił          | dił            | dił            | dił           |
| Knochen    | ts’in       | ts’į’        | ts’in          | -ts’in         | -ts’įh        |
| Fett       | -k’ah       | k’ah         | k’ah           | xéh            | xáí           |
| Ei         | -ghęęzhii   | -gheezhe     | -ghęęzh        | -gheezhi       | -ghaish       |
| Horn       | -dee’       | -dee’        | -dee’          | -dee’          | -dii’         |
| Hinterteil | -tsee’      | -tsee’       | -tsee’         | -tsee’         | -dzistsii’    |
| Feder      | -t’a’       | -t’a’        | -t’a’          | -t’a’          | -t’a’         |
| Haar       | -ghaa’      | -ghaa        | -ghaa          | -ghaa’         | -ghaa         |
| Kopf       | -tsii’      | -tsii        | -tsii          | -tsii          | -tsii’        |
| Ohr        | -zhaa’      | -zhaa        | -jaa           | -jaa           | -jaa          |
| Auge       | -náá’       | -ⁿdáa        | -náá           | -ⁿdáá          | -ⁿdáa         |
| Nase       | -´-chį́į́h    | -´-chį́       | -chį́h          | -chį́sh         | -´-chį́sh      |
| Mund       | -zéé’       | -zé          | -zé’           | -zé’           | -zí’          |
| Zahn       | -ghoo’      | -ghoo        | -ghoo’         | -ghoo          | -ghoo         |
| Zunge      | -tsoo’      | -zaade       | -zaad          | -zaadi         | -zaadi        |
| Klaue      | -s-gaan     | -s-gan       | -gan           | -s-gan         | -s-gąą        |
| Fuß        | -kee’       | -kee         | -kee’          | -kee           | -kii          |
| Knie       | -god        | -go’         | -god           | -go’           | -goh          |
| Hand       | -´-la’      | -laa         | -la’           | -la’           | -laa’         |
| Bauch      | -bid        | -bi’         | -bid           | -bi’           | -bih          |
| Nacken     | -k’os       | -k’os        | -k’os          | -k’os          | -k’os         |
| Brust      | -be’        | -be’         | -be’           | -be’           | -bi’          |
| Herz       | -jéí        | -jéí         | -jíí           | -jéé           | -jíí          |
| trinken    | -dlą́        | -dlą́         | -dlą́           | -dlą́’          | -dlą́          |
| essen      | -yą́         | -yą́          | -yą́ą́           | -yą́’           | -yą́           |
| beißen     | -gháásh     | -gháásh      | -gháásh        | -ghą́sh         | -dląsh        |
| sehen      | -’į́         | -’į́          | -’į́į́           | -’į́            | -’į́           |
| hören      | -ts’į́į́h     | -ts’a’       | -ts’ag         | -ts’ą́’         | -ts’ah        |
| schlafen   | -ghosh      | -ghosh       | -ghosh         | -ghosh         | -ghosh        |
| sterben    | -tsaah      | -tsaa        | -tsaa          | -tsei          | -tsaa         |
| töten      | -ghé        | -ghé         | -ghéé          | -ghéh          | -gháí         |
| schwimmen  | -kǫ́ǫ́h       | -kǫǫ         | -kǫǫ           | -kǫ́h           | -kǫǫ          |
| fliegen    | -t’ááh      | -t’á         | -t’áh          | -t’áíh         | -t’áh         |
| lügen      | -tį́         | -tį́          | -tį́            | -kį́            | -kį́           |
| sitzen     | -dá         | -dá          | -dáá           | -dá            | -dá           |
| stehen     | -zį́         | -zį́          | -zį́            | -zį́            | -zį́           |
| sagen      | -ní         | -ⁿdí         | -níí           | -níh           | -níh          |
| Sonne      | jóhonaa’áí  | jį́gonaa’áí   | yaa’áí         | jį́gonaa’áí     | jį́į́’naa’áí    |
| Mond       | ’ooljéé’    | tł’éé’naa’áí | tł’éé’gonaa’áí | tł’éé’gonaa’áí | tł’éénaa’áí   |
| Stern      | sǫ’         | sǫǫs         | ts’iiłsǫǫsé    | sǫǫs           | sǫǫs          |
| Wasser     | tó          | tó           | tóó            | kó             | kó            |
| Regen      | -tą́         | -tą́          | -tą́ą́           | -ką́h           | -ką           |
| Stein      | tsé         | tsé          | tséé           | -tsé           | tsí           |
| Sand       | sáí         | sáí’         | sáí            | sáí            | sáí           |
| Erde       | ni’         | nii          | ni’            | nii            | nii’          |
| Wolke      | k’os        | k’os         | yáák’os        | ńł-tsą́         | k’os          |
| Rauch      | łid         | łi’          | łid            | łi’            | łih           |
| Feuer      | kǫ’         | kǫǫ          | kǫ’            | kǫ’            | kǫǫ’          |
| Asche      | łeeshch’iih | gooshch’ii   | ’ił-ch’ii      | goshch’íísh    | goshts’iish   |
| brennen    | -k’ą́ą́h      | -k’ąą        | -k’ą́ą́          | -k’ą́           | -k’ą́          |
| Weg        | ’a-tiin     | ’íń-tin      | ’i-tin         | ’íńkin         | ’iníkįį       |
| rot        | -chíí’      | -chí         | -chíí          | -chíí’         | -chísh        |
| grün       | -tł’izh     | -tł’izh      | -tł’izh        | -tł’ish        | -tł’ish       |
| gelb       | -tso        | -tso’        | -tsog          | -tso’          | -tso          |
| weiß       | -gia        | -ga’         | -gai           | -gai           | -gah          |
| schwarz    | -zhin       | -zhį’        | dił-xił        | -zhį           | -zhįh         |
| Nacht      | tł’éé’      | tł’é         | tł’é’          | tł’é’          | tł’í’         |
| heiß       | -do         | -do’         | -dog           | -do’           | -doh          |
| kalt       | -k’az       | -k’az        | -k’az          | -k’as          | -k’as         |
| voll       | -bin        | -bį’         | -bį            | -bįh           | -bįh          |
| Name       | -´-zhi’     | -´-zhii      | -˛́˛́-zhi’       | -zhi’          | -´-zhii’      |
| drei       | táá’        | táá’         | táági          | káá’           | káí’í         |
| vier       | dį́į́’        | dį́į́’         | dį́į́’í          | dį́į́’           | dį́į́’í         |
| Tag        | jį́          | jį́           | jį́į́            | jį́’            | jį́            |
| Nebel      | ’ááh        | ’áá’         | ’áád           | naoshigiji     | naashigish    |
| Wind       | ńł-ch’i     | nł-ch’i’     | ’įįł-ch’i      | ńł-ch’i’       | ńł-ch’ih      |
| fließen    | -lį́         | -lį́          | -lį́į́           | -lį́’           | -lį́           |
| waschen    | -gis        | -gis         | -gis           | -dé , -dee’    | -dá , -daa’   |
| Wurm       | ch’osh      | ch’osh       | ch’osh         | ch’osh         | ch’osh        |
| Bein       | -jáád       | -jáde        | -jád           | -jádí          | -jádí         |
| Arm        | -gaan       | -gan         | -gan           | -gan           | -gąą’         |
| Lippe      | -daa’       | -da’         | -zá-baané      | -daa           | -daa          |
| Eingeweide | -ch’íí’     | -ch’í        | -ch’i’         | -ch’é’         | -ch’í’        |
| Speichel   | shéé’       | -zhé         | -zhíg          | -zhégi         | -zhá-tł’ishdi |
| Gras       | tł’oh       | tł’oh        | tł’oh          | tł’oh          | -tł’oh        |
| Mutter     | -má         | -má          | -máá           | -má            | -’-nándí      |
| Vater      | -zhé’é      | -taa         | -taa           | -ka’é          | -’aashí       |
| Eis        | tin         | tį’          | tįh            | ’į́-loh         | kįh           |
| Schnee     | yas         | zas          | zas            | zas            | zas           |
| faul       | -dzid       | -dzi’        | -jid           | -dzi’          | -dzih         |
| riechen    | -chin       | -chį’        | -chą́ą́          | -chą́’          | -chą́          |
| Angst      | -dzid       | -dzi’        | -dzid          | -dzi’          | -dzih         |
| Seil       | tł’óół      | tł’óół       | tł’óół         | tł’ół          | tł’óół        |

## Phonologie
Alle Apache-Sprachen haben eine ähnliche Phonologie, ein ähnliches Lautsystem.
Die folgende Beschreibung konzentriert sich auf die Sprache der West-Apachen. Man kann von geringen Variationen dieser Beschreibung in anderen, verwandten Sprachen ausgehen. Man vergleiche z. B. Navajo, Jicarilla, Chiricahua.

### Konsonanten
Die Apache-Sprachen haben allgemein ein Konsonanten-Repertoire, das dem Satz der 33 unten gezeigten (hauptsächlich auf der Sprache der West-Apachen basierenden) Konsonanten ähnelt:
|                     |               | Bilabial | Alveolar | Alveolar | Lateral | Palatal | Velar | Glottal |
| (Affricative Serie) |               | Bilabial | Alveolar |          |         |         | Velar | Glottal |
| Plosiv              | unaspiriert   | p        | t        | ʦ        | tɬ      | ʧ       | k     |         |
| Plosiv              | aspiriert     |          | tʰ       | ʦʰ       | tɬʰ     | ʧʰ      | kʰ    |         |
| Plosiv              | glottalisiert |          | t’       | ʦ’       | tɬ’     | ʧ’      | k’    | ʔ       |
| Plosiv              | pränasaliert  | (mb)     | (nd/d/n) |          |         |         |       |         |
| Nasal               | einfach       | m        | n        |          |         |         |       |         |
| Nasal               | glottalisiert | (ˀm)     | (ˀn)     |          |         |         |       |         |
| Frikativ            | Stimmlos      |          |          | s        | ɬ       | ʃ       | x     | h       |
| Frikativ            | Stimmhaft     |          |          | z        | l       | ʒ       | ɣ     |         |
| Approximant         | Approximant   |          |          |          |         | j       |       |         |

Orthographie der Konsonanten
Die praktische Orthographie entspricht der Aussprache des Süd-Athapaskischen relativ gut (den Schreibsystemen von Deutsch oder Vietnamesisch gegenübergestellt). Die folgende Tabelle zeigt die phonetische Schreibweise mit dem dazugehörigen orthographischen Symbol:
| IPA  | Buchstabierung | IPA   | Buchstabierung | IPA   | Buchstabierung | IPA  | Buchstabierung |
| ---- | -------------- | ----- | -------------- | ----- | -------------- | ---- | -------------- |
| [t]  | d              | [tʰ]  | t              | [t’]  | t’             | [j]  | y              |
| [k]  | g              | [kʰ]  | k              | [k’]  | k’             | [h]  | h              |
| [ʦ]  | dz             | [ʦʰ]  | ts             | [ʦ’]  | ts’            | [ʔ]  | ’              |
| [ʧ]  | j              | [ʧʰ]  | ch             | [ʧ’]  | ch’            | [l]  | l              |
| [tɮ] | dl             | [tɬʰ] | tł             | [tɬ’] | tł’            | [ɬ]  | ł              |
| [p]  | b              | [pʰ]  | p              | [mb]  | b/m            | [nd] | d/n/nd         |
| [s]  | s              | [ʃ]   | sh             | [m]   | m              | [n]  | n              |
| [z]  | z              | [ʒ]   | zh             | [ʔm]  | ’m             | [ʔn] | ’n             |
| [x]  | h              |       |                |       |                |      |                |
| [ɣ]  | gh             |       |                |       |                |      |                |

Einige Buchstabierkonventionen:
1. Die Frikativ [⁠h⁠] und [⁠x⁠] werden beide als h geschrieben (siehe 2.).
2. Der Frikativ [⁠x⁠] wird gewöhnlich als h geschrieben, nach einem o aber als ein hw (kann wie [xʷ] ausgesprochen werden).
3. Der Frikativ [⁠ɣ⁠] wird in den meisten Fällen als gh geschrieben, aber vor einem i und e wird es als y geschrieben und wie [⁠ʝ⁠] ausgesprochen. Vor einem o wird es als w geschrieben und wie [ɣʷ] ausgesprochen.
4. Alle Wörter, die mit einem Vokal beginnen, werden mit einem Knacklaut ausgesprochen ’ [⁠ʔ⁠]. Dieser Knacklaut wird aber nie an den Anfang eines Wortes geschrieben.
5. Einige Worte werden, abhängig vom Dialekt des Sprechers, entweder wie d oder n oder nd ausgesprochen. In der oben stehenden Tabelle wird dies durch [nd] illustriert. Das Gleiche gilt in einigen Worten für b and m.
6. In vielen Wörtern kann n als eigenständige Silbe auftauchen: [n̩]. Wann dies der Fall ist, lässt die Schreibweise aber nicht erkennen.

### Vokale
Südathapaskische Sprachen haben vier Vokale gegensätzlicher Zungenstellung (wie in "praktischer" Orthographie beschrieben):
|       | Vorne | Zentral | Hinten |
| Oben  | i     |         |        |
| Mitte | e     |         | o      |
| Unten |       | a       |        |

Diese Vokale können lang oder kurz und oral (d. h. nicht nasal) oder nasal sein. Nasale Vokale werden in der Sprache der Westlichen Apachen, Navajo, Chiricahua und Mescalero durch einen ogonek (oder nasalen Haken) ˛ (der polnischen Orthographie entliehen) angezeigt, während die nasalen Vokale in Jicarilla durch Unterstreichen des Vokals angezeigt werden. Daraus ergeben sich 16 verschiedene Vokale:
|       |      | Oben-vorne | Mitte-vorne | Mitte-hinten | Unten-zentral |
| Oral  | kurz | i          | e           | o            | a             |
| Oral  | lang | ii         | ee          | oo           | aa            |
| Nasal | kurz | į          | ę           | ǫ            | ą             |
| Nasal | lang | įį         | ęę          | ǫǫ           | ąą            |

IPA Äquivalente für orale Vokale:
i = [⁠ɪ⁠],
ii = [iː],
e = [⁠ɛ⁠],
ee = [ɛː],
o = [⁠o⁠],
oo = [ʊː],
a = [⁠ɐ⁠],
aa = [ɑː].
Orthographie der Vokale
In der Sprache der Westlichen Apachen gibt es eine Praxis, in der die orthographischen Vokale o und oo in bestimmten Fällen als u geschrieben werden. In diesen Fällen sind keine nasalierten Vokale enthalten, weswegen das nasale u niemals in der Orthographie auftaucht. Diese (vielleicht etwas widersprüchliche) Praxis wurde bis in die Gegenwart beibehalten.
Wie auch immer, in Harry Hoijer und anderen Werken amerikanischer Linguisten werden alle o-Vokale als o geschrieben. Gleichermaßen benutzt das Navajo das orthographische u nicht, sondern schreibt diesen Vokal konsequent als o.
In Chiricahua und Mescalero schreibt man diesen Vokal in allen Fällen als u (auch beim nasalierten ų).
In anderen Sprachen der Apachen können andere Praktiken gebräuchlich sein.

### Töne
Die süd-athapaskischen Sprachen sind Tonsprachen. Hoijer und andere Linguisten haben 4 Tonqualitäten bestimmt: (amerikanische Notation):
- hoch (durch accent acute gekennzeichnet ´, Beispiel: á)
- tief (durch accent grave gekennzeichnet `, Beispiel: à)
- aufsteigend (durch circumflex gekennzeichnet ˆ, Beispiel: â)
- absteigend (durch háček gekennzeichnet ˇ, Beispiel: ǎ)

Auf- oder absteigende Töne kommen in der Sprache seltener vor; wenn, dann oft vor oder hinter Morphemen oder auf langen Vokalen. Vokale können Töne haben, aber auch das silbenbildende n: ń.
In der Praxis wird dieses System vereinfacht, indem nur hohe Töne gekennzeichnet werden und die tiefen unverändert bleiben:
- hoher Ton: á
- tiefer Ton: a

Anstelle des früheren nìzìz schreibt man also nun niziz.
Außerdem wird ein aufsteigender Ton auf einem langen Vokal durch einen unverändert geschriebenen ersten Vokal und einen accent acute auf dem zweiten gekennzeichnet, bzw. umgekehrt bei absteigendem Ton:
- aufsteigend: aá (anstelle des eigentlichen â·)
- absteigend: áa (anstelle des eigentlichen : ǎ·)

Auch nasale Vokale können Töne haben, was dann bei einem hohen Ton zu zwei diakritischen Zeichen führt: ą́. Kürzlich hat de Reuse (s. u.) herausgefunden, dass West-Apache auch einen mittleren Ton hat, den er mit einem macron (¯) kennzeichnet, z. B. ō oder ǭ. In Chiricahua kann ein absteigender Ton beim silbenbildenden n auftreten: n.
Einige gegensätzliche Vokal-Beispiele mit Nasalierung, Ton und Länge aus dem Chiricahua-Apache:
chąą 'Kot'
chaa 'Biber'
shiban 'mein Wildleder'
shibán 'mein Brot'
bik’ai’ 'seine Hüfte'
bík’ai’ 'seine Schwiegermutter'
hah’aał 'ihr zwei werdet das kauen'
hah’ał 'ihr zwei kaut es gerade'

## Morphologie

### Typologische Übersicht
Aus typologischer Sicht sind die süd-athapaskischen Sprachen teilweise agglutinativ (Aneinanderreihung von Prä- und Suffixen), aber hauptsächlich fusional, polysynthetisch, nominativ-akkusativ- und Beginn-Ende-orientiert. Die kanonische Wortreihenfolge ist Subjekt-Objekt-Prädikat, wie man an folgendem Navajo-Beispiel sieht:
- mósí tsídii yiníł'į́  'Die Katze schaut den Vogel an.'

Subjekt = mósí 'die Katze'
Objekt = tsídii 'den Vogel'
Prädikat = yiníł'į́ 'sie schaut es an'
Süd-athapaskische Wörter werden hauptsächlich durch Präfixe verändert, was für Subjekt-Objekt-Prädikat-Sprachen ungewöhnlich ist, da diese meistens Suffixe verwenden.
Die Apache-Sprachen sind „verb-lastig“ — sie benutzen häufig Verben, aber relativ wenige Substantive. Außer Verben und Substantiven haben diese Sprachen noch andere Wortarten wie Pronomina, Klitika, Numeralia, Adverbien und Konjunktionen. Harry Hoijer fasste diese alle zu einer Sammelwortart Partikel zusammen.
Es gibt keine Entsprechung zu deutschen Adjektiven. Adjektivische Begriffe werden durch Partizipien von Verben ausgedrückt.

### Verbalmorphologie
Das Schlüsselelement in den süd-athapaskischen Sprachen ist das Verb, und es ist berüchtigt für seine Komplexität. Einige substantivische Begriffe werden durch Verben ausgedrückt, wie in Navajo:
- Hoozdo 'Phoenix, Arizona' (wörtlich: der Ort ist heiß) und
- ch'é'étiin 'Eingang' (wörtlich: etwas hat einen waagerechten Weg nach draußen).

Auch viele komplexe Substantive sind aus substantivierten Verben abgeleitet (wieder in Navajo):
- ná'oolkiłí 'Uhr' (wörtlich: eine, die langsam im Kreise bewegt wird)
- chidí naa'na'í bee'eldǫǫhtsoh bikáá' dah naaznilígíí 'Armee-Panzer' (wörtlich: ein Auto, auf dem sie oben drauf sitzen, das mit einem großen Ding herumkriecht, mit dem man eine Explosion macht).

Verben sind zusammengesetzt aus dem Wortstamm, dem eine Flexion und/oder Derivation als Präfix hinzugefügt wird. Jedes Verb hat mindestens ein Präfix. Die Präfixe werden dem Verb in einer bestimmten Reihenfolge hinzugefügt.
Das süd-athapaskische Verb kann in verschiedene morphologische Komponenten unterteilt werden. Der Wortstamm des Verbes ist aus einem abstrakten Wortstamm und einem (häufig gebeugten) Suffix zusammengesetzt. Dieser Wortstamm bildet zusammen mit einem klassifizierenden Präfix (und manchmal weiteren thematisierenden) das Thema des Verbes. Das Thema wird dann mit derivationalen Präfixen kombiniert, die wiederum die Basis des Verbs ausmachen. Zuletzt werden inflektionale Präfixe der Basis vorangestellt (die Young & Morgan „paradigmatische Präfixe“ nennen) — damit ist das Verb dann vollständig. Die folgende Tabelle stellt dies schematisch dar:
| abstrakter Wortstamm |                                                                    |
| Wortstamm            | = abstrakter Wortstamm + Suffix                                    |
| Thema                | = Wortstamm + klassifizierende(s) (+ thematisierende(s)) Präfix(e) |
| Basis                | = Thema + derivationale(s) Präfix(e)                               |
| Verb                 | = Basis + inflektionale(s) Präfix(e)                               |

Präfixe
Die Präfixe, die bei einem Verb verwendet werden, unterliegen einer festen Reihenfolge. Diese Art der Morphologie wird Positionsklassenbildung (position class template) oder Lückenfüllerbildung (slot-and-filler template) genannt. Nachfolgend ist eine Tabelle einer Systematik zur Navajo-Verbbildung aufgeführt (Young & Morgan 1987). Edward Sapir und Harry Hoijer waren die ersten, die eine derartige Untersuchung vornahmen. Nicht jedes Verb hat an jeder möglichen Stelle ein Präfix; tatsächlich sind die meisten Navajo-Verben nicht so kompliziert wie die Vorlage Glauben zu machen scheint.
Ein Verb besteht in Navajo aus drei Hauptbestandteilen:
| disjunkte Präfixe | konjunkte Präfixe | Wortstamm |
| ----------------- | ----------------- | --------- |

Diese Bestandteile können weiter in elf Positionen unterteilt werden, von denen manche weitere Unterabschnitte haben:
| Disjunct | Disjunct                               | Disjunct                | Disjunct | Disjunct  | Disjunct              | Disjunct     | Disjunct             |
| -------- | -------------------------------------- | ----------------------- | -------- | --------- | --------------------- | ------------ | -------------------- |
| 0        | 1a                                     | 1b                      | 1c       | 1d        | 1e                    | 2            | 3                    |
| Objekt   | nachgestellte Null (null postposition) | derivational-thematisch | reflexiv | umkehrend | einmalig wiederholend | wiederholend | distributiver Plural |

| konjunkt        | konjunkt            | konjunkt                         | konjunkt                         | konjunkt               | konjunkt       | konjunkt | konjunkt          | Wortstamm |
| --------------- | ------------------- | -------------------------------- | -------------------------------- | ---------------------- | -------------- | -------- | ----------------- | --------- |
| 4               | 5                   | 6a                               | 6b                               | 6c                     | 7              | 8        | 9                 | 10        |
| Akkusativobjekt | deiktisches Subjekt | abgeleiteter thematischer Aspekt | abgeleiteter thematischer Aspekt | vorübergehend kausativ | modaler Aspekt | Subjekt  | "klassifizierend" | Wortstamm |

Obwohl Präfixe im Allgemeinen an einer bestimmten Stelle stehen, ändern manche Präfixe durch Metathese die Reihenfolge.
Zum Beispiel kommt in Navajo das Präfix a- (3i Objektpronomen) normalerweise vor di-, wie in
adisbąąs 'Ich beginne, ein Fahrzeug mit Rädern zu fahren' [ <  'a- + di- + sh- + ł + -bąąs].
Wenn aber a- zusammen mit den Präfixen di- und ni- erscheint, vertauscht das a- die Reihenfolge mit di-, und die Reihenfolge wird di- + a- + ni-, wie in
di'nisbąąs 'Ich bin dabei, ein Fahrzeug (in etwas hinein) zu fahren und steckenzubleiben' [ < di-'a-ni-sh-ł-bąąs <  'a- + di- + ni- + sh- + ł + -bąąs] (dabei wird gleichzeitig das a- zu - reduziert)
anstelle des erwarteten adinisbąąs (a-di-ni-sh-ł-bąąs). Metathese wird ausgelöst durch den phonologischen Kontext (Young & Morgan 1987:39).

### Klassenbildende Verben
Die süd-athapaskische Sprachen haben Verbstämme, die ein bestimmtes Objekt neben seiner Bewegung oder seinem Status nach seiner Form oder anderen physikalischen Eigenschaften klassifizieren. Diese Verbstämme werden klassenbildend genannt und durch ein entsprechendes Akronym gekennzeichnet. Es gibt elf nachfolgend im Perfekt aufgelistete Hauptstämme klassenbildender Aktionswörter in Navajo. Andere süd-athapaskische Sprachen haben eine leicht abweichende Menge von Wortstämmen.
| Klassifizierer und Wortstamm | Bezeichnung                   | Erklärung                    | Beispiele                                                      |
| ---------------------------- | ----------------------------- | ---------------------------- | -------------------------------------------------------------- |
| -'ą́                          | SRO (Solid Roundish Object)   | festes, rundes Objekt        | Flasche, Ball, Stiefel, Büchse usw.                            |
| -yíň                         | LPB (Load, Pack, Burden)      | Ladung, Last                 | Rucksack, Bündel, Sack, Sattel usw.                            |
| -ł-jool                      | NCM (Non-Compact Matter)      | lose Sache                   | Haar- oder Grasbündel, Wolke, Nebel usw.                       |
| -lá                          | SFO (Slender Flexible Object) | dünnes, flexibles Objekt     | Seil, Fausthandschuh, Socken, Haufen frittierter Zwiebeln usw. |
| -tą́                          | SSO (Slender Stiff Object)    | dünnes, festes Objekt        | Pfeil, Armband, Pfanne, Säge usw.                              |
| -ł-tsooz                     | FFO (Flat Flexible Object)    | flaches, flexibles Objekt    | Decke, Mantel, Sack Lebensmittel usw.                          |
| -tłéé'                       | MM (Mushy Matter)             | weicher, breiiger Gegenstand | Speiseeis, Matsch, in sich zusammengesunkener Betrunkener usw. |
| -nil                         | PLO1 (Plural Objects 1)       | Pluralobjekte 1              | Eier, Bälle, Tiere, Münzen usw.                                |
| -jaa'                        | PLO2 (Plural Objects 2)       | Pluralobjekte 2              | Murmeln, Samen, Zucker, Käfer usw.                             |
| -ką́                          | OC (Open Container)           | offenes Behältnis            | Glas Milch, Löffel mit Essen, Handvoll Mehl etc.               |
| -ł-tį́                        | ANO (Animate Object)          | mit Seele erfülltes Objekt   | Mikrobe, Person, Leiche, Puppe usw.                            |

Im Vergleich zum Deutschen hat Navajo kein einzelnes Wort, das dem deutschen geben entspricht. Das Wort wird stattdessen durch elf verschiedene Verben ausgedrückt, je nach Eigenschaft des gegebenen Objekts. Um das Äquivalent zu Gib mir etwas Heu! auszudrücken, muss das Navajo-Verb níłjool (NCM) benutzt werden, während für Gib mir eine Zigarette! das Verb nítįįh (SSO) benutzt wird.
Zusätzlich zur Beschreibung der physikalischen Eigenschaften eines Objekts können die haupt-klassenbildenden Verbstämme auch zwischen den Bewegungsarten des Objektes unterscheiden. Die Stämme können in drei verschiedenen Kategorien zusammengefasst werden:
1. befördert
2. angetrieben
3. freier Fall

Befördert beinhaltet Aktivitäten wie Tragen, Herablassen und Nehmen. Angetrieben beinhaltet Schleudern Fallenlassen und Werfen. Freier Fall beinhaltet Fallen und Weltraumflug.
Mit einem Beispiel aus der SRO-Kategorie gibt es in Navajo
1. -'ą́ (ein rundes Objekt) befördern,
2. -ne (ein rundes Objekt) werfen, and
3. -l-ts'id (ein rundes Objekt) bewegt sich selbstständig.

Zusätzlich haben die süd-athapaskischen Sprachen andere ähnliche Verbstämme, die Young & Morgan (1987) zweitrangige klassenbildende Verben nennen.
(Der Begriff Klassifizierer wird in der athapaskischen Linguistik für ein Präfix benutzt, das Transitivität ausdrückt oder als thematisches Präfix dient, und ist insofern ein etwas irreführender Begriff. Diese Transitivitäts-Klassifizierer sind nicht an der Klassifizierung von Substantiven durch die klassenbildenden Wortstämme beteiligt und stehen in keiner Beziehung zu dem Begriff Klassifizierer aus dem Chinesischen oder Thai).

### Kategorie Beseeltheit
Wie die meisten athapaskischen Sprachen zeigen auch die Apache-Sprachen verschiedene grammatikalische Ebenen der Beseeltheit, wobei verschiedene Substantive je nach Grad der Beseeltheit bestimmte Verbformen benötigen. Navajo-Substantive können zum Beispiel auf einer Beseeltheitsskala von sehr beseelt (ein Mensch) bis gar nicht beseelt (ein abstrakter Begriff) eingeordnet werden (Young & Morgan 1987: 65-66):
Menschen/Blitz → Kinder/große Tiere → mittelgroße Tiere → kleine Tiere → Insekten → Naturgewalten → unbelebte Objekte → abstrakte Begriffe
Allgemein muss das beseelteste Substantiv in einem Satz zuerst erscheinen, während das Substantiv mit geringerer Beseeltheit als Zweites erscheint. Wenn beide Substantive von gleicher Beseeltheit sind, kann jedes an erster Stelle stehen. Daher sind beide Beispielsätze (1) und (2) korrekt. Das yi-Präfix des Verbes zeigt an, dass das erste Substantiv, und bi-, dass das zweite Substantiv das Subjekt ist.
| (1) | Ashkii                             | at'ééd  | yiníł'į́.     |
|     | Junge                              | Mädchen | yi-anschauen |
|     | 'Der Junge schaut das Mädchen an.' |         |              |

| (2) | At'ééd                                    | ashkii | biníł'į́.     |
|     | Mädchen                                   | Junge  | bi-anschauen |
|     | 'Das Mädchen wird vom Jungen angeschaut.' |        |              |

Beispiel (3) hört sich für die meisten Navajo jedoch falsch an, weil das weniger beseelte Substantiv vor dem beseelteren Substantiv erscheint:
| (3) | * Tsídii                           | at'ééd  | yishtąsh.    |
|     | Vogel                              | Mädchen | yi-angepickt |
|     | 'Der Vogel pickte das Mädchen an.' |         |              |

Um diesen Vorgang auszudrücken, muss das beseeltere Objekt zuerst genannt werden, wie in Beispiel (4):
| (4) | At'ééd                                   | tsídii | bishtąsh.    |
|     | Mädchen                                  | Vogel  | bi-angepickt |
|     | 'Das Mädchen wurde vom Vogel angepickt.' |        |              |

### Allgemein
- Berghaus, Heinrich. (1851). Über die Verwandtschaft der Schoschonen, Komantschen und Apatschen, nach ihrer Sprachverwandtschaft. Physikalischer Atlas. Geographisches Jahrbuch zur Mittheilung aller wichtigen neueren Forschungen, 3, S. 48–62.
- Grimes, Barbara F. (Ed.). (2000). Ethnologue: Languages of the world (14th ed.). Dallas, TX: SIL International. ISBN 1-55671-106-9. (Online-Ausgabe  abgerufen am 10. November 2004.)
- Hoijer, Harry. (1938). The southern Athapaskan languages. American Anthropologist, 40 (1), S. 75–87.
- Hoijer, Harry. (1945). Classificatory verb stems in the Apachean languages. International Journal of American Linguistics, 11 (1), S. 13–23.
- Hoijer, Harry. (1945). The Apachean verb, part I: Verb structure and pronominal prefixes. International Journal of American Linguistics, 11 (4), S. 193–203.
- Hoijer, Harry. (1946). The Apachean verb, part II: The prefixes for mode and tense. International Journal of American Linguistics, 12 (1), S. 1–13.
- Hoijer, Harry. (1946). The Apachean verb, part III: The classifiers. International Journal of American Linguistics, 12 (2), S. 51–59.
- Hoijer, Harry. (1948). The Apachean verb, part IV: Major form classes. International Journal of American Linguistics, 14 (4), S. 247–259.
- Hoijer, Harry. (1949). The Apachean verb, part V: The theme and prefix complex. International Journal of American Linguistics, 15 (1), S. 12–22.
- Hoijer, Harry. (1956). The Chronology of the Athapaskan languages. International Journal of American Linguistics, 22 (4), S. 219–232.
- Hoijer, Harry. (1963). The Athapaskan languages. In H. Hoijer (Ed.), Studies in the Athapaskan languages (S. 1–29). University of California publications in linguistics 29. Berkeley: University of California Press.
- Hoijer, Harry (Ed.). (1963). Studies in the Athapaskan languages. University of California publications in linguistics 29. Berkeley: University of California Press.
- Hoijer, Harry. (1971). The position of the Apachean languages in the Athapaskan stock. In K. H. Basso, M. E. Opler (Hrsg.), Apachean culture history and ethnology (S. 3–6). Anthropological papers of the University of Arizona (No. 21). Tucson: University of Arizona Press.
- Hymes, Dell H. (1957). A note on Athapaskan glottochronology. International Journal of American Linguistics, 22 (4), S. 291–297.
- Liebe-Harkot, Marie-Louise. (1984). A comparison of Apachean languages, exemplified by the verb system for handling verbs. In: H. Krenn, J. Niemeyer, & U. Eberhardt (Eds.), Sprache und Text: Akten des 18: Linguistischen Kolloquiums, Linz 1983. Linguistische Arbeiten (Max Niemeyer Verlag) (Nos. 145–146). Tübingen: Max Niemeyer Verlag. ISBN 3-484-30145-7 (Bd. 1); ISBN 3-484-30146-5 (Bd. 2).
- de Reuse, Willem J. (2001). Prototypes and fuzziness in the system and usage of Apachean classificatory verb stems. In S. Tuttle & G. Holton (Eds.), Proceedings of the 2001 Athabaskan Languages Conference (No. 1, S. 75–94). Fairbanks, AL: Alaska Native Language Center.
- de Reuse, Willem J. (2004). [personal communication].
- Sapir, Edward. (1936). Linguistic evidence suggestive of the northern origin of the Navaho. American Anthropologist, 38 (2), S. 224–235.
- Young, Robert W. (1983). Apachean languages. In A. Ortiz, W. C. Sturtevant (Eds.), Handbook of North American Indians: Southwest (Band 10, S. 393–400). Washington: Smithsonian Institution. ISBN 0-16-004579-7.

### Chiricahua
- Hoijer, Harry. (n. d.). Chiricahua Apache stems. (Unpublished manuscript).
- Hoijer, Harry. (1938). Chiricahua and Mescalero Apache texts. Chicago: University of Chicago Press. ISBN 0-404-15783-1.
- Hoijer, Harry. (1939). Chiricahua loan-words from Spanish. Language, 15 (2), S. 110–115.
- Hoijer, Harry. (1946). Chiricahua Apache. In: C. Osgood (Ed.), Linguistic structures in North America. New York: Wenner-Green Foundation for Anthropological Research.
- Opler, Morris E., & Hoijer, Harry. (1940). The raid and war-path language of the Chiricahua Apache. Language, 42 (4), S. 617–634.
- Pinnow, Jürgen. (1988). Die Sprache der Chiricahua-Apachen: Mit Seitenblicken auf das Mescalero [The language of the Chiricahua Apache: With side glances at the Mescalero]. Hamburg: Helmut Buske Verlag.
- Webster, Anthony K. (1999). Sam Kenoi's "Coyote and the Whiteman": Contact in and out of a Chiricahua narrative. In A. Trefzer & R. L. Murray (Eds.), Reclaiming Native American cultures, proceedings of the Native American Symposium (S. 67–80). Durant, OK: Southeastern Oklahoma State University.
- Webster, Anthony K. (1999). Sam Kenoi's coyote stories: Poetics and rhetoric in some Chiricahua Apache narratives. American Indian Culture and Research Journal, 23, S. 137–163. (online)
- Webster, Anthony K. (1999). Lisandro Medez's "Coyote and Deer": On reciprocity, narrative structures, and interactions. American Indian Quarterly, 23, S. 1–24.

### Mescalero
- Breunginger, Evelyn; Hugar, Elbys; & Lathan, Ellen Ann. (1982). Mescalero Apache dictionary. Mescalero: NM: Mescalero Apache Tribe.
- Hoijer, Harry. (1938). Chiricahua and Mescalero Apache texts. Chicago: University of Chicago Press. ISBN 0-404-15783-1.
- Pinnow, Jürgen. (1988). Die Sprache der Chiricahua-Apachen: Mit Seitenblicken auf das Mescalero [The language of the Chiricahua Apache: With side glances at the Mescalero]. Hamburg: Helmut Buske Verlag.
- Rushforth, Scott. (1991). Uses of Bearlake and Mescalero (Athapaskan) classificatory verbs. International Journal of American Linguistics, 57, S. 251–266.

### Jicarilla
- Goddard, Pliny E. (1911). Jicarilla Apache texts. Anthropological papers of the American Museum of Natural History (Vol. 8). New York: The American Museum of Natural History.
- Phone, Wilhelmina; Olson, Maureen; Martinez, Matilda. (forthcoming). Abáachi mizaa łáo iłkee’ shijai: Dictionary of Jicarilla Apache. Axelrod, Melissa; Gómez de García, Jule; Lachler, Jordan; Burke, Sean (Eds.). UNM Press. (Estimated publication date: summer 2006).
- Phone, Wilma; Torivio, Patricia. (1981). Jicarilla mizaa medaóołkai dáłáéé. Albuquerque: Native American Materials Development Center.
- Tuttle, Siri G.; Sandoval, Merton. (2002). Jicarilla Apache. Journal of the International Phonetic Association, 32, S. 105–112.
- Vicenti, Carson. (1981). Jicarilla Apache dictionary. Native American Materials Development Center, Ramah Navajo School Board.
- Wilson, Alan;  Vigil Martine, Rita. (1996). Apache (Jicarilla). Guilford, CT: Audio-Forum. ISBN 0-88432-903-8. (Includes book and cassette recording).

### Lipan
- Hoijer, Harry. (1975). The history and customs of the Lipan, as told by Augustina Zuazua. Linguistics, 161, S. 5–38.

### Navajo
- Akmajian, Adrian;  Anderson, Steven. (1970). On the use of the fourth person in Navajo, or Navajo made harder. International Journal of American Linguistics, 36 (1), S. 1–8.
- Creamer, Mary Helen. (1974). Ranking in Navajo nouns. Navajo Language Review, 1, S. 29–38.
- Faltz, Leonard M. (1998). The Navajo verb: A grammar for students and scholars. Albuquerque, NM: University of New Mexico Press. ISBN 0-8263-1901-7 (hb), ISBN 0-8263-1902-5 (pbk)
- Frishberg, Nancy. (1972). Navajo object markers and the great chain of being. In: J. Kimball (Ed.), Syntax and semantics (Band 1, S. 259–266). New York: Seminar Press.
- Hale, Kenneth L. (1973). A note on subject-object inversion in Navajo. In: B. B. Kachru, R. B. Lees, Y. Malkiel, A. Pietrangeli, S. Saporta (Eds.), Issuse in linguistics: Papers in honor of Henry and Renée Kahane (S. 300–309). Urbana: University of Illinois Press.
- Hoijer, Harry. (1945). Navaho phonology. University of New Mexico publications in anthropology, (No. 1).
- Hoijer, Harry. (1970). A Navajo lexicon. University of California Publications in Linguistics (No. 78). Berkeley: University of California Press.
- Kari, James. (1975). The disjunct boundary in the Navajo and Tanaina verb prefix complexes. International Journal of American Linguistics, 41, S. 330–345.
- Kari, James. (1976). Navajo verb prefix phonology. Garland Publishing Co.
- McDonough, Joyce. (2003). The Navajo sound system. Dordrecht: Kluwer Academic Publishers. ISBN 1-4020-1351-5 (hb); ISBN 1-4020-1352-3 (pbk)
- Reichard, Gladys A. (1951). Navaho grammar. Publications of the American Ethnological Society (Vol. 21). New York: J.J. Augustin.
- Sapir, Edward. (1932). Two Navaho puns. Language, 8 (3) , S. 217–220.
- Sapir, Edward, & Hoijer, Harry. (1942). Navaho texts. William Dwight Whitney series, Linguistic Society of America.
- Sapir, Edward, & Hoijer, Harry. (1967). Phonology and morphology of the Navaho language. Berkeley: University of California Press.
- Wall, C. Leon, & Morgan, William. (1994). Navajo-English dictionary. New York: Hippocrene Books. ISBN 0-7818-0247-4. (Original veröffentlicht 1958 vom U.S. Dept. of the Interior, Branch of Education, Bureau of Indian Affairs).
- Wilson, Garth A. (1995). Conversational Navajo workbook: An introductory course for non-native speakers. Blanding, UT: Conversational Navajo Publications. ISBN 0-938717-54-5.
- Witherspoon, Gary. (1971). Navajo categories of objects at rest. American Anthropologist, 73, S. 110–127.
- Witherspoon, Gary. (1977). Language and art in the Navajo universe. Ann Arbor: University of Michigan Press. ISBN 0-472-08966-8.
- Young, Robert W. (2000). The Navajo verb system: An overview. Albuquerque: University of New Mexico Press. ISBN 0-8263-2172-0 (hb); ISBN 0-8263-2176-3 (pbk).
- Young, Robert W.,  Morgan, William, Sr. (1987). The Navajo language: A grammar and colloquial dictionary (rev. ed.). Albuquerque: University of New Mexico Press. ISBN 0-8263-1014-1.
- Young, Robert W.; Morgan, William; Midgette, Sally. (1992). Analytical lexicon of Navajo. Albuquerque: University of New Mexico Press. ISBN 0-8263-1356-6.

### Western Apache
- Basso, Keith H. (1979). Portraits of „the whiteman“: Linguistic play and cultural symbols among the Western Apache. Cambridge: Cambridge University Press. ISBN 0-521-29593-9.
- Basso, Keith H. (1990). Western Apache language and culture: Essays in linguistic anthropology. Tucson: University of Arizona Press. ISBN 0-8165-1323-6.
- Basso, Keith H. (1996). Wisdom sits in places: Landscape and language among the Western Apache. Albuquerque: University of New Mexico Press. ISBN 0-8263-1724-3.
- Bray, Dorothy, & White Mountain Apache Tribe. (1998). Western Apache-English dictionary: A community-generated bilingual dictionary. Tempe, AZ: Bilingual Press. ISBN 0-927534-79-7.
- Durbin, Marshall. (1964). A componential analysis of the San Carlos dialect of Western Apache: A study based on the analysis of the phonology, morphophonics, and morphemics. (Dissertation, State University of New York, Buffalo).
- Goddard, Pliny E. (1919). San Carlos Apache texts. Anthropological papers of the American Museum of Natural History, (Vol. 24, Part 3). New York: The American Museum of Natural History.
- Goddard, Pliny E. (1920). White Mountain Apache texts. Anthropological papers of the American Museum of Natural History, (Vol. 24, Part 4). New York: The American Museum of Natural History.
- Goodwin, Grenville. (1939). Myth and tales of the White Mountain Apache. New York: American Folk-Lore Society (J. J. Augustin). ISBN 0-8165-1451-8
- Gordon, Matthew; Potter, Brian; Dawson, John; de Reuse, Willem; & Ladefoged, Peter. (2001). Phonetic structures of Western Apache. International Journal of American Linguistics, 67 (4), S. 415–481.
- Greenfeld, Philip J. (1971). Playing card names in Western Apache. International Journal of American Linguistics, 37 (3), S. 195–196.
- Greenfeld, Philip J. (1972). The phonological hierarchy of the White Mountain dialect of Western Apache. (Doctoral dissertation, University of Arizona, Tucson).
- Greenfeld, Philip J. (1978). Some special phonological characteristics of the White Mountain dialect of Apachean. Anthropological Linguistics, 20 (1), S. 150–157.
- Greenfeld, Philip J. (1984). A treatment for stress in Apache. International Journal of American Linguistics, 50 (1), S. 105–111.
- Hill, Faith. (1963). Some comparisons between the San Carlos and White Mountain dialects of Western Apache. In H. Hoijer (Ed.), Studies in the Athapaskan languages (S. 149–154). University of California publications in linguistics 29. Berkeley: University of California Press.
- Mierau, Eric. (1963). Concerning Yavapai-Apache bilingualism. International Journal of American Linguistics, 29 (1), S. 1–3.
- Potter, Brian. (1997). Wh/indefinites and the structure of the clause in Western Apache. (Doctoral dissertation, University of California, Los Angeles.)
- de Reuse, Willem J. (1993). Stylistic and dialectal variation in Western Apache phonology. Unpublished manuscript, Department of Anthropology, University of Arizona, Tucson.
- de Reuse, Willem J. (forthcoming). A practical grammar of the San Carlos Apache language.
- White Mountain Apache Culture Center. (1972). Western Apache dictionary. Fort Apache, AZ: White Mountain Apache Culture Center.
- White Mountain Apache Culture Center. (1983). New! keys to reading and writing Apache (rev. ed.). Fort Apache, AZ: White Mountain Apache Culture Center.